# La Défaite de Satan
Pour plus de détails, voir Fiche technique et Distribution.
La Défaite de Satan est un film muet français réalisé par Georges Denola, sorti en 1910.

## Fiche technique
- Titre : La Défaite de Satan
- Réalisation : Georges Denola
- Scénario :
- Photographie :
- Montage :
- Société de production : Série d'Art Pathé Frères (S.A.P.F.)
- Société de distribution : Pathé frères
- Pays d'origine :  France
- Langue : film muet avec les intertitres en français
- Métrage : 250 mètres, dont 218 en couleurs
- Format : Couleurs et Noir et blanc — 35 mm — 1,33:1 — Muet
- Genre : Film de fantasy
- Durée : 8 minutes 20
- Dates de sortie : 
  -  France : 1910

## Distribution
- Georges Laumonier : Robert de Normandie
- Jacques Vandenne : le duc de Messine
- Madeleine Céliat : la Princesse